# 延長引き分け再試合規定
延長引き分け再試合規定（えんちょうひきわけさいしあいきてい）とは、高校硬式野球における日本高等学校野球連盟が定めた規定の1つである。
2000年の改正により、延長15回までに勝敗が決定しなかった場合は引き分けで試合打ち切り。後日再試合を行うことになった（降雨などにより、延長15回まで進まずに同点のまま試合打ち切り。後日再試合を行った例もある）。
その後、全国大会（春のセンバツ、夏の選手権）・地方大会ともタイブレーク方式が導入され、現在に至っている（#タイブレーク導入で60年ぶりに延長回数無制限に戻るを参照）。

## 再試合規定制定の経緯
高校野球の黎明期には延長回数を制限する規定や試合を途中で打ち切るルールが存在せず、1933年夏の中京商対明石中延長25回のような試合が生まれる結果となった。この試合について大会本部は「勝敗が決定しなくても25回で打ち切る」と決定していた。
その後25年間、試合の延長回数が長くなった場合の打ち切りに関するルールが設定されるには至らなかった。
延長引き分け再試合が設定される契機となったのは、1958年の春季四国大会における板東英二の投球であった。
この大会に徳島商の投手として参加していた板東は、対高知商戦で延長16回、翌々日の対高松商戦で延長25回をいずれも完投した。
従来は高校野球における延長回数は地方大会・全国大会とも無制限であったが、2日間で41イニングを投げた板東の姿を見ていた高野連の幹部役員が連盟や大会本部に働きかけ、第40回全国高等学校野球選手権大会（地方大会も含む）から次のルールが制定された。
板東は、この年の第40回全国高等学校野球選手権大会において、準々決勝の対魚津高校戦で延長18回引き分け再試合を演じ、奇しくもこの規定の初適用者にもなった。

## 延長18回制から延長15回制へ短縮
この「延長18回引き分け再試合」の規定は、以後42年間適用され、数々の名勝負を生んできた。
しかし、1998年の第80回全国高等学校野球選手権大会における準々決勝の第1試合「PL学園対横浜」で横浜高校の投手であった松坂大輔が延長17回を完投し、250球投げたことが後に論議を呼び、2000年の第72回選抜高等学校野球大会ならびに第82回全国高等学校野球選手権大会（地方大会も含む）から延長戦が従来の18回制から15回制に変更された。
なお、変更されたのは延長回数だけではなく、決着の方法も再試合以外の方法が規定された。15回までに勝敗が決定しなかった場合は、
1. 後日再試合を実施する（従来どおり）
2. 抽選によって上位進出チームを決定できる（新設）

のいずれかを選択して上位進出チームを決定する、というものである。どちらを選択するかは（地方ごとの）主催連盟が決めることができる、とされているが、このうち抽選は「選抜高等学校野球大会ならびに全国高等学校野球選手権大会（地方大会も含む）では適用しない」と明記されており、必ず後日再試合が行われた。

## タイブレーク導入で60年ぶりに延長回数無制限に戻る
2018年の第90回記念選抜高等学校野球大会ならびに第100回全国高等学校野球選手権記念大会（地方大会も含む）から決勝戦を除き延長戦におけるタイブレーク方式が導入され、延長13回（2023年からは延長10回）以降、勝敗が決定するまで行われるようになった。
このため、決勝戦を除き延長回数制限を廃止し、1958年春の第30回選抜高等学校野球大会以来60年ぶりに延長回数無制限に戻した。
なお、当時は決勝戦のみは従来どおりタイブレーク方式を導入せず、引き続き延長15回制を残したが、決勝戦が延長15回に達して再試合となった場合は、再試合時にはタイブレーク方式を適用することになった。
しかし、タイブレーク方式導入後、決勝戦再試合でのタイブレークとなった試合はおろか、決勝戦の延長15回引き分けとなった試合そのものも発生しなかった。
甲子園大会では第100回全国高等学校野球選手権記念大会2日目において、1回戦の旭川大対佐久長聖戦で、春夏を通じて初めて適用された。

## 再試合規定が廃止となる
2020年に流行した新型コロナウイルスの影響などもあり、2021年の第93回選抜高等学校野球大会ならびに第103回全国高等学校野球選手権大会（地方大会も含む）からは決勝戦でもタイブレーク方式が導入された。したがって、タイブレーク導入以降は再試合を除く決勝戦のみに残っていた「延長引き分け再試合規定」は不要となり、廃止された。
また、2022年の第94回選抜高等学校野球大会ならびに第104回全国高等学校野球選手権大会からは、雨天などで試合が中断された場合は、中断された場面から後日再開し、9回完了または勝敗が決定するまで行う特別継続試合（サスペンデッドゲーム）を適用することになり、全国大会では再試合規定が廃止された。
なお、地方大会の特別継続試合については各地方の高野連が判断していたが（2022年は35地方大会、2023年は宮城大会を除く48地方大会で適用）、2024年の第106回全国高等学校野球選手権大会からは全地方大会で適用し、地方大会でも再試合規定が廃止された。

## 再々試合
再試合でも勝敗が決定せず「再々試合」が行われた例がある。
- 2003年（第85回）における全国高等学校野球選手権福井大会1回戦「大野東対敦賀気比」戦では、延長15回規定により5対5で引き分け。翌日の再試合でも延長15回規定により3対3で引き分けとなった。雨天順延を挟んだ翌々日の再々試合で敦賀気比が6対1で大野東に勝利した。総イニング数39回、試合時間は8時間42分に及んだ[13]。
- 1941年（第27回）における全国中等学校優勝野球台湾大会「嘉義農林対台北工」戦では、0対0のまま8回降雨引き分け。翌日も0対0のまま7回降雨引き分けとなった。その翌日には延長25回で嘉義農林が台北工を2対1で破った。総イニング数は40回に及んだ[14]。